# 兩個大溪地女人
《兩個大溪地女人》是保羅·高更在1899年繪製的一副布面油畫，描繪的是兩名上身赤裸的大溪地女性。這幅畫在1949年由威廉·丘奇·奧斯本捐給大都會藝術博物館，現時是該博物館的永久藏品。
畫中一人抱臂，一人捧著芒果花。與馬奈的《草地上的午餐》或《奧林匹亞》一樣，這幅畫遵循將花或果實與女性乳房相對比的藝術傳統。兩名模特還在高更的另外兩幅作品《Faa Iheihe》（1898）和《Rupe, Rupe》（1899）中出現。
此画在2011年4月1日於華盛頓特區的國家藝廊參展時遭到蓄意破坏，一名叫做蘇珊·伯恩斯（Susan Burns）的女性突然對此畫的樹脂封面予以重擊，但並沒能傷害到畫作本身。該婦女後被收押，博物館方面以財產破壞和盜竊罪發起起訴。

## 外部連結
- Dale McFeatters. . Korea Times. 04-11-2011  [2014-12-12]. （原始内容存档于2014-12-13）.